# 성호전자
성호전자(Sungho Electronics Corp.)는 대한민국의 기업이다. 본사는 서울특별시 금천구 가산디지털1로 226 에이스하이엔드타워5차 105호, 106호에 위치해 있으며 대표이사는 박현남이다.

## 참고문헌
1. ↑  콘덴서 위기 겪은 성호전자… 고객 확장·M&A로 최대 실적 눈앞, 조선비즈, 2023.12.04
2. ↑  성호전자, +16.25% 상승폭 확대, 조선비즈, 2024.05.03
3. ↑  성호전자, 인도 이륜 전기차 충전 1위 등극…영업익 13배 증가 대량 양산 준비 돌입, 이투데이, 2024-03-25